# 前稜蜥超科

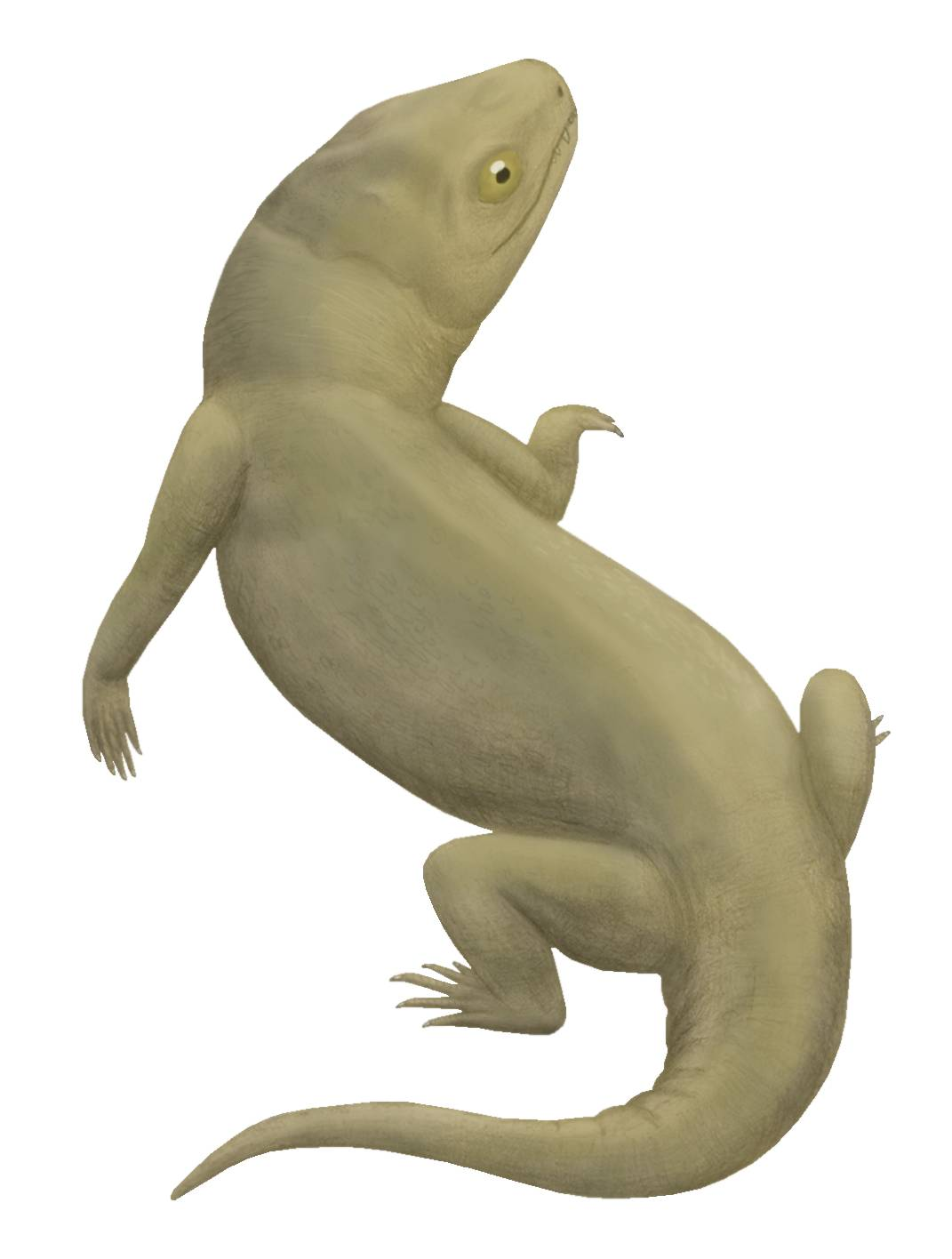
歐文蜥

前稜蜥超科（学名：Procolophonoidea）是副爬行動物的一個演化支，屬於前稜蜥形目，是群體型小、外形類似蜥蜴的爬行動物。牠們生存於二疊紀晚期到三疊紀晚期，廣泛分布於各大陸，包含南極洲在內。  

## 分類系統
前稜蜥超科通常包含：歐文蜥科、前稜蜥科，可能還有硬蜥（Sclerosaurus）。硬蜥有時被歸類於獨自的硬蜥科（Sclerosauridae）。
在1939年，在南非的卡魯盆地發現第一個屬，歐文蜥，生存於二疊紀晚期。在1956年，阿爾弗雷德·羅默（Alfred Sherwood Romer）建立前稜蜥超科（Procolophonoidea），前稜蜥超科、鋸齒龍科目前都屬於前稜蜥形目；鋸齒龍科是一群大型草食性爬行動物，繁盛於二疊紀。   
- 前稜蜥亞目 Procolophonia
  - 前稜蜥超科 PROCOLOPHONOIDEA
    - 歐文蜥科 Owenettidae
      - Barasaurus
      - 歐文蜥 Owenetta
      - Saurodectes
      - Owenetta kitchingorum
      - 坎德拉里蜥 Candelaria

    - Coletta
    - Sauropareion
    - 前稜蜥科 Procolophonidae
      - Anomoiodon
      - Contritosaurus
      - Tichvinskia
      - 前稜蜥 Procolophon
      - Leptopleuron
      - 深頜蜥 Hypsognathus

    - ?硬蜥科 Sclerosauridae
      - 硬蜥 Sclerosaurus

## 外部連結
- 前稜蜥超科 （页面存档备份，存于） Paleobiology Database
- Introduction to Procolophonoidea （页面存档备份，存于） University of California Museum of Paleontology (UCMP)